# Cissus leucophlea
Cissus leucophlea là một loài thực vật hai lá mầm trong họ Nho. Loài này được (Scott-Elliot) Suess. miêu tả khoa học đầu tiên năm 1953.